# François Forster
Pour les articles homonymes, voir Forster.
François Forster, né au Locle le 22 août 1790 et mort à Paris le 24 juin 1872, est un graveur français d'origine suisse.

## Biographie
Après des études de dessin dans son canton natal, Forster se rend en 1805 à Paris, où il fréquente les ateliers du peintre Girodet et des graveurs Louis Pauquet et Pierre-Gabriel Langlois. Il entre à l’École des beaux-arts où il est condisciple de Léopold Robert et où son Homme nu lui vaut le grand prix de gravure en taille-douce en 1814. Une pension de deux ans que lui octroie le roi Frédéric-Guillaume III lui permet de poursuivre ses études à Rome, où il se lie avec Ingres, qui dessine son portrait en 1825.
De retour à Paris en 1828, il se fait connaître tant pour la finesse de son trait que pour ses subtils effets d'ombre et de lumière. Il travaille d’après les maîtres italiens : Véronèse, Raphaël, Le Titien, Léonard de Vinci, comme d'après ses contemporains : Paul Delaroche, Pierre-Narcisse Guérin, Achille Devéria, Antoine-Jean Gros, Girodet. Il illustre l’Iconographie ancienne d’Ennio Quirino Visconti et rédige le texte de Napoléon et ses contemporains d’Auguste de Chambure. Il établit son propre atelier d’où sortent plusieurs graveurs de renom. Membre des académies de Berlin et de Bruxelles, membre du jury d'admission au Salon, il est élu membre de l’Académie des beaux-arts en 1844 et ne cesse de produire que vers l'âge de soixante ans.

## Analyse critique
- Henri Beraldi :

« Forster est l'un des graveurs les plus renommés du siècle. Talent considérable ; maniement de burin ferme et élégant : correction glaciale (de sa personne, paraît-il, Forster avait l'aspect raide et froid). Les amateurs d'estampes éprouvés, les passionnés qui aiment la gravure pour la gravure, apprécieront toujours ses beaux burins. Ceux qui aiment à chicaner et exigent absolument que les estampes donnent la sensation exacte, « religieuse » des peintures originales, lui reprocheront d'avoir conduit de belles tailles « qui ont l'air de se montrer pour leur compte avec l'unique intention de se faire admirer », et d'avoir fait ce qu'un critique appelait malicieusement de la gravure « égoïste » et non de la gravure fidèle. Ceux, plus superficiels, qui demandent avant tout à l'estampe de les divertir, éprouveront devant son œuvre une impression de froid qu'ils mettront bien à tort sur le compte du procédé et qui tient à un homme et à une école. »

## Galerie

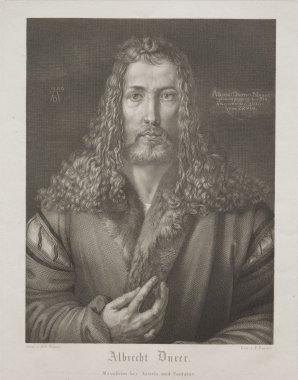
Albrecht Dürer (1822)
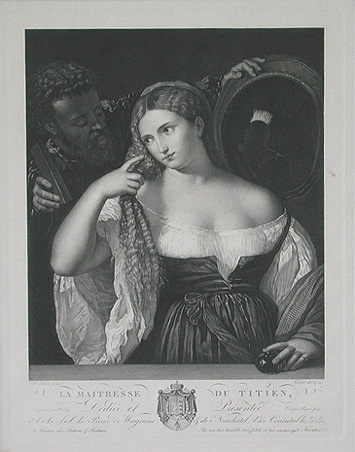
La Maîtresse du Titien (1837)
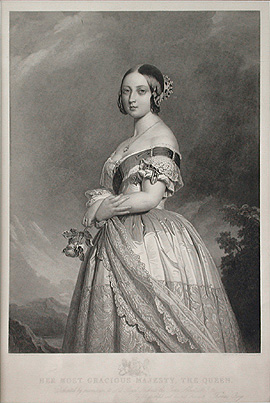
La reine Victoria (1846)

## Œuvres sélectionnées
- Les Trois Grâces, d’après le tableau de Raphaël (1504). Musée Condé, Chantilly.
- La Vierge de la Maison d'Orléans, d’après Raphaël (1506–07). Musée Condé, Chantilly.
- Le Sommeil d'Endymion, d’après Girodet (1791). Musée du Louvre, Paris.
- François 1er et Charles Quint visitant l’église de Saint-Denis, d’après Antoine-Jean Gros (1811). Musée du Louvre, Paris.
- Énée et Didon, d’après Pierre-Narcisse Guérin (1815). Musée du Louvre, Paris.
- Sainte Cécile, d’après Paul Delaroche (1836). Victoria and Albert Museum, Londres.

## Honneur
- Chevalier de l'ordre de Léopold (1er décembre 1845)[4].